# Болезнь Пертеса
Болезнь Пертеса (полное наименование Легга–Кальве–Пертеса) (синонимы: остеохондропатия головки бедренной кости, ювенильный идиопатический аваскулярный некроз) — заболевание бедренной кости (ГБК) и тазобедренного сустава (ТБС), связанное с нарушением кровоснабжения головки бедренной кости  с последующим некрозом и восстановлением костной структуры, относится к группе болезней, объединяемых под названием остеохондропатии.

## Этиология
Заболевания относится к классу идиопатических — причина заболевания не выявляется у большинства пациентов. Описаны случаи возникновения болезни Пертеса на фоне тромбофилии, мутации генов и случаи заболеваемости нескольких членов одной семьи. Некоторыми авторами отмечена взаимосвязь начала болезни с анамнестическими данными курения табака матери во время беременности. На этой основе этиологию принято считать мультифакториальной, генетически обусловленной и зависимой от внешних факторов.
Болезнь Пертеса (БЛКП) доминирует в структуре детской патологии тазобедренного сустава, достигая 25–30%, а среди всех ортопедических заболеваний составляет 0,17–1,9%. Двусторонняя форма заболевания встречается в 15–30% случаев.

## Патогенез
Патогенез заболевания имеет много неясных и противоречивых данных ввиду законодательного ограничения исследований биопсийного материала костно-хрящевой ткани у детей и сложности детальной оценки нарушения метаболизма костной ткани. Несмотря на это, множество публикаций указывают на нарушения кровообращения ТБС, продуцирующие ишемический некроз, приводящий к последовательным изменениям в растущей головке бедренной кости и хрящевом и подхрящевом слое, которые лежат в основе патологического процесса. В частности, О. В. Дольницким в 1987 году с помощью ангиографических и радиоизотопных исследований кровотока установлено наличие спазма магистральных сосудов и сосудов второго и третьего порядка, а также снижение минерального обмена на стороне заболевания. В 1995 году Х. Старклинт (H. Starclint)  установил, что определяющим в ишемии костной ткани изначально является нарушение оттока венозной крови с общим замедлением локальной микроциркуляции. Иное представление о природе пускового механизма рассмотрено в диссертации В. Г. Крючка (1999), где значимая роль в патогенезе отводится нарушению кровообращения в капсуле сустава и воспалительному характеру биохимического состава синовиальной жидкости. Исследователи сходятся во мнении о нарушении локального кровообращения в конечной фазе, но первичные звенья патогенеза интерпретируют по-разному. 
Несмотря на то, что представления об активной фазе некроза костной ткани примерно схожи, в вопросе пускового механизма и толчкового момента в развитии патологического процесса головки бедренной кости (ГБК) есть принципиальные разногласия. Так, например, существуют две теории однократного или многократного ишемического воздействия на ГБК. Приверженцы первой основывались на экспериментальной модели некроза, который развивался после однократного ишемического воздействия на ГБК неполовозрелой особи свиньи. Вторая группа ученых основывалась на исследовании щенков собаки, у которых однократное воздействие ишемии компенсировалось и не приводило к возникновению патологического очага, а некроз ГБК наступал после многократной стимуляции патологических изменений. Гистологическое исследование 57 биопсийных образцов головок бедренных костей пациентов с БЛКП в 51% случаев обнаружило как минимум два эпизода инфаркта, что характеризовалось чередованием слоев некротизированной и фиброзной тканей с заполненным костномозговым каналом грануляциями. Это наблюдение может косвенно объяснять, почему дети, страдающие БЛКП, в ряде случаев отстают в росте и костном возрасте по сравнению со сверстниками, что необходимо учитывать при патофизиологическом обосновании лечения, выборе кратности и длительности процедур. 

## Клиника
Клиническая картина разнообразна как по клиническим признакам, так и по степени их выраженности. У некоторых детей отсутствуют клинические признаки, что является следствием запоздалого лечения.
Боль — наиболее яркий признак заболевания, встречается любой интенсивности, тем не менее выраженный болевой синдром встречается нечасто. В начале заболевания боль может начинаться с коленного сустава.
Ограничение движений в тазобедренном суставе так же встречается при болезни Пертеса. На ранних стадиях оно обусловлено мышечным спазмом. На поздних стадиях ограничение движений может быть признаком деформации головки бедренной кости. 
Хромота или нарушение походки может быть как следствием заболевания, так и причиной длительной иммобилизации тазобедренного сустава.
Диагностика проводится при помощи лучевых методов диагностики магнитно-резонансной томографии, рентгенографии. Применение рентгеновской компьютерной томографии ввиду высокой лучевой нагрузки противоречива. Ультразвуковое исследование на данный момент недостаточно информативно, но может быть использовано в качестве скринингового метода.

### Клинико-рентгенологические классификации
Рентгенологическая стадийная классификация заболевания по Вальденстрему в модификации Д. Херринга (2001)
БЛКП приводит к характерным рентгенологическим изменениям в головке бедренной кости, развивающимся по стадиям, которые на протяжении времени от начала заболевания сменяют друг друга. Классификация Вальденстрeма (Waldenström) в модификации Д. Херринга (J. Herring, 2001) не только выделяет рентгенологические особенности каждой из четырёх стадий, но и указывает примерное время от начала заболевания.
Первая стадия (начальная). Головка эпифиза перестаёт расти, в результате чего ядра окостенения становятся меньше. Херринг отмечает перелом субхондрального слоя головки бедренной кости, который можно увидеть на рентгенограмме в укладке по Лаунштейну. ГБК выглядит уплотненной, а также можно увидеть кисты и просветления в метафизе. Начальная стадия заканчивается просветлением в ядрах окостенения. По данным МРТ помимо внутрисуставного выпота, отмечается повышение гидрофильности костной ткани. Длительность этой стадии составляет 6 месяцев. В нашей работе на этой стадии начали лечение 16 детей.
Вторая стадия (фрагментации). Контуры ГБК склерозированы, но сохраняются участки просветления. Центральная её часть разделена на медиальную и латеральную порции. Контуры вертлужной впадины искажены. В конце стадии происходит образование остеоцитов в субхондральном слое ГБК. Длительность стадии фрагментации составляет в среднем 8 месяцев.
Третья стадия (восстановления). Происходит перестройка очага некроза ГБК путём замещения его новыми клетками, начиная от центра и распространяясь по периферии. В последнюю очередь восстанавливается её передний сегмент. В итоге ГБК замещается костной тканью, которая затем реконструируется в губчатую структуру. В эту стадию высота головки может увеличиться. Этап в среднем длится 51 месяц и заканчивается её реосификацией.
Четвертая стадия (резидуальная). Плотность кости остается неизменной, при этом моделирование ГБК еще возможно. ГБК принимает окончательную форму, как только завершается рост скелета, и по завершении этого этапа может широко варьироваться от нормальной до плоской. Вертлужная впадина может вторично изменить форму на этой стадии. Возможен избыточный рост большого вертела вследствие нарушения роста эпифиза ГБК.
Рентгенологическая классификация Lateral pillar тяжести болезни Легга-Кальве-Пертеса на ранних стадиях заболевания (2004)
Поскольку наружная часть головки бедренной кости наиболее важна в биомеханике ТБС, являясь распоркой и предотвращая деформацию ГБК, наиболее часто используется классификация наружной опоры. 
Lateral pillar-классификация рассчитывается во второй стадии Waldersröm (фрагментация) и характеризует степень вовлечении наружной трети головки бедра в процесс некроза, что позволяет сделать прогноз исхода заболевания. Соответствие деформации по классификации наружной опоры определяется путём рентгенографии таза в прямой проекции в начале стадии фрагментации. Рентгенологические изменения, учитываемые в данной классификации, обычно наступали в течение 6 месяцев с момента начала клинических симптомов. Наружная опора (lateral pillar) определена как наружная порция головки бедренной кости на прямой рентгенографии таза, которая отграничена от центральной её порции яркой линией фрагментации. Хотя классификация наружной опоры была изначально определена как наружные 15–30 % ГБК, в модификации Херринга автор обнаружил, что эта область находится в пределах 5–30 % её наружного сегмента. В том случае, когда нет четкой разграниченной линии некроза, наружная четверть головки бедренной кости произвольно выбирается для классификации наружной опоры. Определение для классификации наружной опоры следующее:
- группа А – нет вовлечения наружной части в патологический процесс, без изменения плотности и без потери высоты наружной опоры;
- группа Б — характерно вовлечение наружной опоры и уплощение её до 50 % от начальной высоты. К группе С относятся те ГБК, в которых наиболее четко вовлечена наружная часть и уплощение наружной опоры более 50 %.

Херринг предварительно классифицировал рентгенограммы больных, используя опыт наблюдения пациентов от 10 лет и более.
Рентгенологическая классификация исхода заболевания по Стульбергу поздних стадиях болезни Легга-Кальве-Пертеса
Рентгенологические исходы были интерпретированы по классификации Стульберга (Stulberg) на поздних стадиях заболевания (3 и 4 стадии Waldenström). Она позволяет оценить риск возникновения деформирующего артроза и сформировать функциональный прогноз для ТБС на основе анализа восстановления сферичности и структуры ГБК. Согласно классификации, первый и второй класс описываются как идеально сферичные, но с возможным изменением размеров головки, шейки бедренной кости или вертлужной впадины во втором классе.
Стульберг также использовал критерий Mose для разграничения принадлежности пациентов к классам. Определение проводится при помощи специального трафарета кругов с шагом в 1 мм. Класс 1 и 2 (полностью округлая головка бедренной кости), определены как изменение 0 мм критерия Mose. Такой результат трактовался как отличный, так как на отдаленных сроках сустав функционирует на протяжении всей жизни. 1–2 миллиметровое отклонение в сферичности ГБК относится к третьему классу, а отклонение более трёх миллиметров — к 4-му классу. Класс 3 оценивался как удовлетворительный, а 4-й класс как неудовлетворительный исход лечения.

## Лечение

### Консервативативное лечение
Подходы к консервативному лечению кардинально менялись в течение XX века и особо стремительно - в последние 30 лет. Условно их можно подразделить на три наиболее актуальные группы: разгрузка тазобедренного сустава, изменение взаимоотношения вертлужной впадины и головки бедра (containment), а так же стимуляция репаративного процесса ГБК (остеогенез, преобладание выработки остеобластов над остеокластами). Кроме того, используют и вспомогательные методы.
Логично, что первоначально для профилактики деформации некротизированной ГБК использовались методы, уменьшающие давление на тазобедренный сустав. Еще вначале XX века Calve, Legg и Waldenstrom предложили с этой целью различные виды лечения, исключающие нагрузку на ТБС. Начиналось всё с иммобилизации и длительного постельного режима в условиях стационара на протяжении 5–9 лет. В частности, Дэнфорд (Danforth) в 1934 году опубликовал успешные результаты лечения 5 пациентов, которым был прописан длительный постельный режим до полного восстановления структуры и формы головки бедренной кости. Для сохранения двигательной активности были придуманы специальные каталки для самостоятельного передвижения пациентов в лежачем на животе положении, также пациентов массово вывозили на улицу на кроватях с колесами на ножках. До сих пор, подобный подход в ряде стран остается основой консервативного лечения, что помимо финансовых затрат, сопровождается нарушением сна, энурезом, истериками, остеопорозом, мышечной атрофией, контрактурой суставов и может окончиться социальной дезадаптацией. Еще в 1922 году Платт (Platt), основываясь на собственном исследовании, утверждал, что нет причин для длительного периода иммобилизации пациентов.
В 1936 году  Эйер-Брук (Eyerе-Brook) впервые выдвинул предположение, что вытяжение нижней конечности в положении лёжа под наклоном централизует ГБК, позволяет сохранить её сферичность на любой стадии у детей младше 7 лет или на ранних стадиях заболевания у более старших пациентов. Продолжительность лечения при этом составляла в среднем от трёх до пяти лет. Метод продолжил совершенствовать Сундт (Sundt), подчёркивая важность тракции нижней конечности при помощи скелетного вытяжения или пластырной фиксации на сроке до пяти лет. В 1948 году были опубликованы данные об эффективности вытяжения только в период начала заболевания, а также в фазу активных структурных изменений ГБК (импрессии или фрагментации), которые длятся, по мнению авторов, две-три недели. Кроме того, было предложено проводить вытяжение в более комфортных домашних условиях вместо стационара ввиду психологических проблем детей, связанных с изоляцией. Сегодня метод используется ввиду дешевизны и легкой воспроизводимости, но среди публикаций за последние 30 лет только в одном проспективном исследовании Фулфорда и соавторов (1994) на основе сравнения результатов консервативного (накожное вытяжение и длительный постельный режим) и оперативного (проксимальная остеотомия бедра) лечения делается вывод о эффективности данной методики. Однако, в исследовании группы ученых во главе с Солтером (Salter) в 1966 году было отмечено ухудшение местного кровообращения при применении вытяжения тазобедренного сустава в первой (начальной) стадии заболевания БЛКП. Позднее, на основе обзора литературы Д. Леклерка (Leclerc J.) с соавторами (2006) было сделано заключение о том, что наибольший эффект достигается при отведении нижней конечности на 30° кнаружи и при ограничении времени вытяжения до двух недель, поскольку длительное вытяжение оказывает отрицательный эффект.
Поскольку разгрузка ТБС имеет такие существенные недостатки, как длительная гиподинамия и ограничение функции сустава, возникли предпосылки к иному варианту подобного лечения. Концепция containment (с англ. – «погружение» или «сдерживание») была впервые принята Паркером (Parker) в 1929 году. Суть метода состоит в разгрузке поражённого некротизированного участка головки бедренной кости путём пространственного изменения положения головки бедренной кости и опоры непоражённой её части в вертлужной впадине, при этом нет строгого ограничения в передвижении и социальной изоляции, характерной для постельного режима. Достижение результата возможно с применением ортезов, наложения гипсовой повязки или вытяжением с отведением конечности.
Кац (Katz) и соавторы констатировали хорошие результаты при лечении пациентов погружением головки бедренной кости в вертлужную впадину путём наложения отводящей гипсовой повязки.
Метод позиционной разгрузки поражённого участка головки бедренной кости широко применяется наравне с оперативным лечением ввиду обоснованности с точки зрения биомеханики. Экспериментально Солтер в 1966 году на неполовозрелых поросятах и М. Камегая (M. Kamegaya) в 1990 году на кроликах с индуцированным асептическим некрозом доказали отсутствие деформации и восстановление сферичности ГБК при погружении в вертлужную впадину (отведение и сгибание бедра), в то время как прямая нагрузка в нейтральном положении ноги и фиксированном разгибании коленного сустава приводит к грибовидной её деформации с подвывихом кнаружи.
При лечении БЛКП часто используются различные виды ортезов и варианты гипсовых повязок. Ввиду доступности и возможности воспроизведения применяется отводящая повязка типа Ланге (Lange) или Петри (Petrie). Пионерами применения отводящих повязок были Кац и Бразертон (Brotherton) c Маккибином (Mckibbin), которые указывали на улучшение сферичности после погружения головки бедра при их помощи. Циркулярные повязки накладывают на обе нижние конечности от голеностопного сустава до верхней трети бедра с фиксацией его в положении отведения под углом 60°, а стоп в положении внутренней ротации на 10–15°. Это улучшает конгруэнтность сустава за счёт разгрузки наружной трети головки бедра. Использование повязок показало хорошие результаты. Так, например, в исследовании Петри (Petrie) и Битенка (Bitenc) в 1971 году с оценкой результатов по рентгенологическому критерию сферичности ГБК Mose, неудовлетворительные результаты были получены лишь в 9 % случаев, а в 1985 году Тамура (Tamura), используя свой собственный метод оценки результатов, получил 3 % неудовлетворительного исхода. К преимуществам метода относится неинвазивность, сохранение опороспособности нижних конечностей, дешевизна, снижение лучевой нагрузки (по сравнению с операцией). Недостатками же являются длительный период лечения, стресс для пациента и родителей, ограничения движений в коленных и тазобедренных суставах, функциональных возможностей (пациент может передвигаться при помощи костылей). Применение гипсовой повязки подразумевает нахождение ребёнка и родителей (для ухода) в стационаре или специализированном реабилитационном центре. Для увеличения подвижности пациентов и уменьшения веса фиксирующего устройства было разработано множество ортезов и шин.
Применение ортезов было оправдано ввиду того, что увеличение подвижности конечностей стимулирует образование новой костной ткани при БЛКП, предотвращает гипотрофию и атрофию мышц из-за длительной фиксации, при этом повышает площадь опоры для размягченной головки бедренной кости предотвращая её деформацию. Эванс (Evans) и Ллойд-Робертс (Lloyd-Roberts) в 1958 году заключили, что нет статистически значимой̆ разницы рентгенологического исхода между пациентами, получавшими тракцию петлей Шнайдера и шиной Томаса в стационаре или амбулаторно. Это стало очередным шагом к переводу пациентов на амбулаторное лечение.
Дальнейшее совершенствование привело в 1968 году к созданию ортеза Тачджяна (Tachidjian), который позволял осуществлять движения в трёх плоскостях, сохраняя при этом принцип «погружения». Однако, в результате консервативного лечения M. Камегая и соавторы (1987) отметили неудовлетворительный исход у 31 %, а К. Хирохаси (K. Hirohashi) с соавторами (1986) — у 35 % пациентов. 
Ортезы разнообразны по своему строению, но по принципу фиксации бедра можно условно их подразделить на (табл. 1):
- отводящие двусторонние ортезы (брейсы Toronto, брейсы Atlanta или Scottish rite, шина Мирзоевой, брейсы Newington). Их использование предусматривает отведение бёдер с небольшой внутренней ротацией;
- отводящие односторонние ортезы (брейсы Имхаузера, SPOC, Tachdjian, брейсы Томаса, брейсы Тейлора) удерживают одно из бёдер в положении отведения кнаружи на 30–40°, 30° сгибания в тазобедренном суставе и наружной ротацией;
- флексионные (брейсы Бирмингхам, петля Шнайдера). Производится сгибание бедра или коленного сустава, наружная ротация. Данный вид ортезирования разгружает заднюю часть головки бедренной кости при сгибании бедра и переднюю – при сгибании коленного сустава.

Таблица 1. Принцип действия ортезов
| Название ортеза | Снижение нагрузки | Эффект погружения | Активные движения в тазобедренном суставе |
| Петля Шнайдера  | -                 | -                 | -                                         |
| Ортез Тachdjian | -                 | +                 | ++                                        |
| Ортез Newington | +                 | ++                | +                                         |
| Ортез Atlanta   | +                 | +                 | ++                                        |
| Гипс Petrie     | -                 | ++                | -                                         |

Примечание:  «+» — наличие эффекта, «-» — отсутствие эффекта.
Имеется ряд публикаций на тему применения фиксирующих устройств (ортезов) для лечения БЛКП, но результаты излишне противоречивы. В соответствии с таблицей 1 одни ортезы (Newington, Petrie) хорошо погружают ГБК в вертлужную впадину, но недостаточно разгружают и мобилизуют сустав. Другие фиксаторы (ортезы Тachdjian и Atlanta) позволяют совершать активные движения в ТБС, но недостаточно осуществляют эффект погружения. Это объясняет заключение проспективного мультицентрового исследования на 438 пациентах Херринга и соавторов (2004) об отсутствии статистически значимой разницы в исходе не зависимо от лечения ортезами или упражнениями и динамическим наблюдением. В то же время, в исследовании Зажуцка (Zarzucka, 2004), где средний срок наблюдения составил 19,5 лет, а гипсовая повязка и ортез комбинировались с реабилитационными упражнениями, результаты были сопоставимы с оперативным лечением. Хорошие и удовлетворительные результаты получены в 78,5% (критерий Mose) и 85,2% (по классификации Стульберга 1–3). Такой разброс в результатах можно также объяснить неоднородностью подбора пациентов, различием методов оценки и в ведении проколов лечения.
Несмотря на определенные преимущества перед оперативным лечением, для позиционной мобилизации сустава характерно нарушение кровообращения в нижних конечностях и гипотрофия мышц бедра при длительном использовании ортезирования. При отведении бёдер создается нефизиологичное положение нижней конечности в целом, перенапрягаются мышцы-антагонисты, за счёт чего увеличивается компрессия на нагружаемый участок головки бедра, что является предрасполагающим фактором к прогрессированию некроза. Длительное механическое сдавление мягких тканей при фиксации ортеза на ребёнке приводит к вторичному нарушению кровообращения. Это, в свою очередь, изменило подход в лечении ортезированием. Если ранее в статьях указывался рекомендуемый срок ношения ортезов 12–16 месяцев, то на сегодня он сократился до 1,5–2 месяцев в фазу активных изменений в ГБК. Судя по всему, ортезирование и гипсование могут давать положительный результат, только при небольшом заинтересованном сегменте ГБК и непродолжительном использовании. При тотальном или субтотальном поражении головки бедра, а также при наличии контрактуры тазобедренного сустава (феморо-ацетабулярном импиджменте) необходимо принять решение о применении другого лечения.
Кроме того, немедикаментозные методы включают лечебную гимнастику, санаторно-курортное лечение, гипербарическую оксигенацию, акупунктуру. Среди медикаментозных препаратов выделены бисфосфонаты, Anti-Rankl, хондропротекторы, мексидол, генная инженерия.
В России акцент восстановления костно-мышечной системы делается на реабилитационном лечении с использованием комплекса лечебных гимнастик и методик механотерапии. Цель упражнений – укрепление мышц нижних конечностей, увеличение диапазона движений, стабилизация ТБС. В странах СНГ в рамках стационарного или санаторно-курортного лечения лечебные гимнастики проводятся курсами по 10–15 сеансов, повторяющимися каждые три месяца.
Методики проведения гимнастики видоизменяются, вводятся в комплекс с другими методами консервативного лечения или курса реабилитации после оперативного вмешательства. В публикации о результатах лечения БЛКП бразильский физиотерапевт Бреч (Brech, 2006) высказался о применении лечебных упражнений на ТБС (пассивное растяжение мышц поражённого бедра, упражнения на баланс и подборка изометрических приемов). Лечение упражнениями, как монотерапия, проводилось два раза в неделю в течение 12 недель. В результате  сравнения с контрольной группой (не получавших лечения) представлены достоверные клинические результаты, свидетельствующие об эффективности упражнений, недостатком этой работы является отсутствие рентгенологических данных. По результатам мультицентрового исследования Терьесана (Terjesen, 2010) на 425-ти пациентах сделано заключение о том, что у пациентов до 6 лет с поражением головки бедренной кости до 80 % не было существенной разницы между оперативным и консервативным лечением. Автором было сделано предположение о целесообразности возможной замены операции лечебной гимнастикой или другими менее инвазивными методами в этом случае.
Исследования небольших групп представили хорошие результаты монолечения физиотерапией (physiotherapy в англоязычной литературе рассматривается как терапия движениями, упражнениями) или лечебной гимнастикой, однако впоследствии они не удовлетворили эффективностью в массовом подходе, поэтому традиционно во многих странах они используются в комбинированной терапии совместно с другим лечением (электролечением, медикаментозной терапией, ортезами, операцией).
Хотя одни исследователи указывают на положительный эффект от физиолечения, бальнеотерапии, иные публикации критикуют эти результаты. Большинством центров на территории России ввиду недостаточной эффективности какого-либо из способов как монотерапии, используется комбинация разгрузки тазобедренного сустава (постельный̆ режим, манжетное вытяжение, ходьба на костылях), физиомеханотерапия (лечебная гимнастика, массаж), тепловые процедуры (парафинотерапия, озокериттерапия, бальнеотерапия), электролечение (электрофорез, магнитотерапия, лазеротерапия, ультраволновая терапия), медикаментозная терапия (витамины группы В и т. п.). 
Мы подробно рассмотрели наиболее значимую публикацию об исследовании комплексной терапии в условиях специализированного санатория «Обсерватория» на территории Республики Татарстан, где отдаленные результаты получены после лечения 60 пациентов (63 сустава), находившихся на длительном постельном режиме, дополненном манжетным вытяжением, электро-, физио-, механо- и медикаментозной терапией. Срок лечения составил в среднем 54 мес. (от 4 до 8 лет). Оценка результатов проводилась по клинико-рентгенологическому критерию с использованием среднего арифметического коэффициента деформации эпифиза ГБК, эпифизарно-шеечного, ацетабулярного соотношений впадины и ГБК. Где «отличный» результат был при среднеарифметическом коэффициенте от 100 до 91 при отсутствии ограничения движений, болей, а при наличии таковых, несмотря на другие высокие показатели, результат считался только «удовлетворительным». «Хороший» результат определялся при коэффициенте от 91 до 81, когда клинически имелся полный объём движений, кроме ротационных движений бедра (ограничения 5–10 %), но при отсутствии болей. Оценка «плохо» устанавливалась при коэффициенте от 70 до 61, но при отсутствии болей на фоне ограничения движений на 50 % от нормального объёма. Оценка «очень плохо» – это наличие болей, подвывих, вывих или коксартроз 1–3 степени. Время наблюдения составило от 2 до 6 лет. Отличный результат отмечен у 8 пациентов (13,4 %), хороший у 16 человек (26,6 %), удовлетворительный результат получен в 21 случае (35%), «плохо» было оценено – 11 детей (18,4 %), «очень плохо» – 4 (6,6 %). Автором отмечено, что по сравнению с оперативным лечением, при консервативном не восстанавливается нормальная анатомия, а именно чаще отмечается грибовидная деформация головки бедренной кости, чрезмерная антеторсия шейки ГБК, децентрация ГБК в вертлужной впадине и подвывих ГБК кнаружи.
Курорты с высоким содержанием сероводорода в воде и грязи традиционно используются для лечения и реабилитации заболеваний опорно-двигательного аппарата. Лечебный эффект с одной стороны объясняется содержащимися в них микроэлементами. С точки зрения современной медицины механизм проникновения этих элементов через мембрану клеток и воздействия локально ясен не до конца. Согласно исследованию Юмагузина (2009) при лечении БЛКП в контрольной группе из 80 человек, получавших грязелечение, климатотерапию, лечебную гимнастику и массаж в сочетании с приемом ванн минеральными водами получен положительный эффект. Достоверно получено улучшение кровотока после лечения. Отличные и хорошие результаты получены в 51,25 % случаев, удовлетворительные — в 36,25 %, неудовлетворительные — в 12,50 %.
Так как начало процесса некротизирования ГБК связывают с недостатком питания или ишемией, подача кислорода под высоким давлением в специальной камере обоснованно считается стимулятором регенераторных процессов в тканях. Например, в работе Рейса (Reis, 2003) отмечено, что у 13 взрослых пациентов из 16 с асептическим некрозом головки бедренной кости на ранних стадиях произошел регресс заболевания. При этом курс лечения составил 100 дней.  Впоследствии лечебный эффект у детей был уточнен в диссертационной работе Т. И. Тихоненко (2011), где пациенты с БЛКП в группе из 10 человек получали комбинацию методов в виде гипербарической оксигенации и медикаментозной терапии остеогеноном и ксидифоном. В результате купирование болевого синдрома наступило в 1,5 раза быстрее, чем при физиотерапевтическом лечении. Отмечен так же и ангиопротективный эффект, длительность которого составила от 2 до 4 месяцев. Недостатком данного метода является дороговизна гипербарической камеры и неизбирательное системное действие, обусловливающее возможные серьёзные осложнения (токсический эффект, а также взрывоопасность и воспламеняемость кислорода).
Акупунктура как метод традиционной медицины зародился в Китае, используется более 2000 лет и до сих пор широко применяется в группе лечения различных заболеваний. Так как в лечении детей использование игл затруднено, на сегодняшний день воздействовать более чем на 600 точек акупунктуры возможно не только традиционно, но и при помощи физиотерапии. В исследовании Н. Б. Капустиной (2001) применялся курс крайне высокочастотной (КВЧ) терапии с воздействием на точки акупунктуры при лечении 12 пациентов с болезнью Пертеса. Отмечена положительная динамика клинических показателей, улучшение микроциркуляции и выравнивание глубинной интегральной температуры непосредственно сразу после лечения. Недостатком исследования служит отсутствие оценки общепринятых рентгенологических критериев и отдаленных результатов лечения. В международном сообществе в базе «Medline» отсутствуют рандомизированные исследования, однако имеется клинический случай, где мальчику, с такими неблагоприятными факторами как дебют заболевания в 12 лет, безуспешное лечение брейсами и отказ родителей от оперативного вмешательства, проведено 196 сеансов классической и лазерной акупунктуры в течение четырёх лет. Через два года лечения по радиологическим данным наблюдалось восстановление ГБК почти на 90 %. Наблюдение через 6 лет показало полное восстановление сферичности головки бедренной кости.

### Фармакотерапия
Развитие фармакотерапии возлагает надежды на перспективу создания лекарственных препаратов, позволяющих приостановить процесс разрушения костной ткани. Но большинство публикаций медикаментозного лечения дегенеративно-дистрофических заболеваний ТБС связаны с применением их у взрослых пациентов, а использование в детском возрасте потенциально опасно.
Бисфосфонаты — это химический аналог пирофосфатов, которые крайне схожи с гидроксиаппатитами костной ткани в кровоснабжаемой зоне. Патогенез действия бисфосфонатов заключается в ингибировании фарнезилпирофосфотазы и фермента 3-гидрокси-3-метилглутарил-коэнзим-А-редуктазы, которая блокирует процесс резорбции остеокластов после взаимодействия с лигандом RANK, после встраивания бисфосфонатов в костный матрикс самой кости. Отмечается преимущественное воздействие на трабекулярную часть кости. Анаболический эффект достигается в результате блокирования процесса ускорения апоптоза клеток и относительного увеличения остеобластов в составе кости. Среди серьезных побочных действий отмечены спонтанный перелом бедренной кости, асептический некроз костей челюсти, гипертермия, гипокальциемия.
Перспективными были работы с животными, где при исследованиях бисфосфонатов на экспериментальной модели асептического некроза, доказана эффективность по сравнению с контрольной группой. Приём препарата (аледронат) был осуществлён превентивно, до рентгенологических проявлений некроза и до стадии коллапса, при этом головка бедренной кости сохраняла свою сферичность, в то время как у группы контроля происходили деструктивные изменения с деформацией ГБК. Сделано заключение, что бисфосфонаты предотвращают распространение некротизирования костной ткани, но подчеркнуто, что для быстрого восстановления не хватает анаболического эффекта. Этот недостаток был устранён в экспериментальном исследовании на мышах, где многообещающий результат и хороший анаболический эффект (в трёх из шести суставов) получен при комбинации бисфосфоната (ибадронат) и костно-морфогенетического протеина (BMP) по сравнению с группами контроля (без какого-либо лечения) и второй группы (получавшей ибадронат).
Единственное опубликованное на сегодняшний день клиническое исследование бисфосфонатов 2-го уровня доказательности проводится более 10 лет в клиниках Австралии с вовлечением 70 пациентов с БЛКП от 6 до 16 лет с результатами более двух лет от начала лечения. Предварительные данные свидетельствуют об увеличении костной массы ГБК по сравнению с группой контроля, а также об отсутствии серьёзных побочных действий после применения золедроновой кислоты у детей, однако, данных о влиянии на качество жизни и степень деформации ГБК пока нет.
В литературном обзоре 2012 года представлены только три статьи клинического применения бисфосфонатов у детей (4-й уровень доказательности) и лишь в двух из них говорится о клиническом улучшении походки и уменьшении болевого синдрома без оценки лучевых данных, а в одной - обнаружился достоверный результат предотвращения деформации ГБК в 9 из 17 случаев. Поэтому метод не рекомендован к широкому применению, пока не будут проведены исследования с оценкой отдаленных результатов.
В отличие от бисфосфонатов, остеопротегерин-иммуноглобулин комплекс сегмента Fc (OPG-Fc) или Anti-Rankl воздействует на костный метаболизм на более раннем этапе, когда лиганд Rankl блокируется до встраивания его в кость, при этом остеокласты, не находя Rankl (receptor-activator of nuclear factor kappa-B ligand, пер. – лиганд рецептора активатора нуклеарного фактора каппа-В), не проникают в кость. Патогенетическое действие начинается с 3-го дня после начала применения и эффект длится до девяти месяцев. В отличие от бисфосфонатов протективное действие Anti-Rankl направлено не только на восстановление губчатой, но и трубчатой части кости. Доклинические модели БЛКП на поросятах, проведенные Х. К. Ким (Kim H. K., 2006), показали элиминацию остеокластогенеза и сохранение формы ГБК. В то же время в клиническом мультицентральном исследовании 247 женщин с остеопором Zebaze R. (Зебазе Р.) и соавторы (2013) сравнивали эффекты бисфосфаната (аледроната) и Anti-Rankl (деносумаб). Согласно полученным результатам костной ткани выявлены достоверные данные о наиболее быстром и полном восстановлении костной ткани и уменьшении остеопоротических изменений в трёх точках при применении деносумаба по сравнению с аледронатом. Но из публикаций применения Anti-Rankl на детях найден только один клинический пример лечения тяжелого течения БЛКП с тотальным поражением ГБК у 9-ти летнего мальчика  в комбинации с оперативным лечением. Так как использование деносумаба не остановило процесс последующей резорбции, был применён оперативный метод реконструкции тазобедренного сустава с восстановлением хорошей сферичности ГБК. Недостаточную эффективность медикаментозного лечения в данном случае автор связывает с поздним применением препарата. Суммируя вышеизложенное, можно сделать вывод, что положительное действие Anti-Rankl на течение БЛКП пока больше экспериментальное, чем клиническое.
В последние 20 лет происходит увеличение интереса регенеративной медицины к клеточным технологиям, включающим в себя различные варианты трансплантации мультипотентных мезенхимальных стромальных клеток, тканевую инженерию, генную и цитокиновую терапии.
Лечение с применением плазмы крови или костного мозга, набирает популярность, ввиду способности в составе мезенхимальных клеток к дифференцировке в остеогенном и хондрогенном направлениях и содержащихся в них более 10 факторов роста. В экспериментальной модели патологического процесса ТБС у кроликов после введения в зону некроза плазмы, обогащенной тромбоцитами и 3-кальций-фосфата, вызвало улучшение остеогенеза и формирование костного матрикса, что косвенно доказало его эффективность. Однако клинические работы с применением плазмы, обогащенной тромбоцитами (PRP), на взрослой модели ишемии ГБК не подтвердило теоретическую возможность повлиять на процесс восстановления головки бедренной кости и ввиду недостаточного эффекта. На практике используется сочетание мезенхимальных клеток плазмы и костного мозга совместно с эндоскопическим лечением (артроскопический дриллинг и т. д.).
Надежды также возлагаются на BMP (костно-морфогенетический белок), в связи с открытой в нём Маршалом Уристом (1965) способности костеобразования и улучшения срастания переломов. Различают несколько видов BMP. Первый BMP1 не схож с остальными белками BMP и факторами роста, ген которого расположен в хромосоме 8 на ветке 8р21. Другие белки, начиная с BMP2, относятся к семейству трансформирующегося фактора роста (transforming growth factor beta или TGF-beta). Пока применение BMP носит экспериментальный характер с единичными публикациями, но внутрикостная инъекция BMP2 в комбинации с бисфосфонатом у поросят показала статистически значимый результат образования остеокластов в трубчатой кости (р<0,0001), а также быстрое восстановление структуры некротизированной ГБК.
Найдены единичные данные о применении антиоксидантов (мексидол) в комплексном лечении, где в группе из 60 человек 26 детей получали комплексную антиоксидантную терапию (внутримышечные и внутрикостные инъекции, мазевая форма). Хороший и удовлетворительный результат получен в 84,6% случаев, неудовлетворительный – в 15,4 % Попытки внутрисуставного введения перфторана в смеси с димексидом, как транспорта кислорода, делаются для лечении асептического некроза головки бедренной кости у взрослых, но нет данных о применении в детской практике, вероятно из-за технической сложности. Отсутствие масштабных исследований антиоксидантной терапии, как монотерапии, видимо, говорит о её недостаточной эффективности.
Существует несколько публикаций о применении препаратов, содержащих глюкозамин-гликаны. Десятилетний опыт применения у 300 детей в возрастных группах от 5 до 14 лет на фоне сочетания с консервативным санаторно-курортным лечением в Грузии показал хорошие и отличные клинические результаты в 90–92 % случаев. Недостаток данного исследования – использование комплексного лечения без доказанности эффективности монотерапии препаратом, а также отсутствие лучевых данных и общепринятых критериев оценки.

### Хирургическое лечение
Наибольшее развитие с конца прошлого века получило хирургическое лечение, которое крайне разнообразно по своей форме, направленности, принципам. Основу инвазивного лечения составляют декомпрессивные операции, корригирующие остеотомии бедра в сочетании или изолировано от костей таза, артродиастаз, удаление костно-хрящевых разрастаний (лечение вторичной деформации ГБК).
Одним из первых хирургических методов явилась туннелизации головки и шейки бедренной кости и получила широкое применение ввиду быстроты и простоты использования. Патогенетически метод обусловлен снижением внутрикостного давления, высвобождением факторов роста клетками костного мозга в полость сустава. Ввиду недостаточной эффективности методика была усложнена использованием костных трансплантатов, что незначительно улучшило результаты. Второй шанс эта техника приобрела за рубежом под термином «микродриллинг» с использованием артроскопической техники и, как правило, в сочетании с клеточными технологиями. Показания к данной операции довольно узкие и ограничиваются ранними стадиями, небольшими размерами очага некроза с целью «биостимуляции репаративного процесса».
Следующим этапом развития хирургии стали реконструктивные операции на тазовом компоненте после внедрения Salter в клиническую практику в 1961 году остеотомии. Увеличение покрытия головки бедренной кости и зоны некроза осуществлялось остеотомией безымянной (подвздошной) кости, двойной и тройной остеотомиями костей таза. Обнадеживающие результаты на ранних этапах показали достаточно противоречивые результаты на мультицентровых исследованиях. Одно из возможных объяснений небольшого распространения в повседневной практике хирургов – это сложность хирургической техники с достаточно большой травматизацией и кровопотерей.
Операции на бедренном компоненте наиболее распространены в отличие от операций на костях таза ввиду менее сложной техники проведения. Как и ортезы с реконструктивными операциями на тазе, они осуществляют принцип (containment), выполняющий снятие нагрузки некротизированной ткани и покрытие ГБК вертлужной впадиной. Методики, которые позволяют этого достичь, как и способы фиксации крайне разнообразны. По коррекции угла антеторсии различают флексионные остеотомии со смещением кзади или кпереди, ротационные остеотомии с ротацией ГБК кпереди или кзади, варизирующие и реже вальгизирующие остеотомии. Операция на межвертельной остеотомии заканчивается остеосинтезом пластиной или аппаратом внешней фиксации. Последний позволяет так же фиксировать тазовый компонент с возможностью опоры на нижнюю конечность без нагрузки на ТБС.
Начало применения артродиастаза или хирургической разгрузки тазобедренного сустава положено последователями школы Г. А. Илизарова. Способ осуществляется посредством внешней фиксации тазового и бедренного компонентов на период активной фазы патологического процесса в сочетании или без реконструктивных вмешательств на костях. Распространившись по всему миру, метод применяется достаточно активно, однако полученные результаты противоречивы. Подобный вариант лечения рекомендован для особо тяжелых деформаций и тотального некроза ГБК.
Лечение вторичных деформаций осуществляется в период окончания восстановления структуры ГБК в подростковом или зрелом возрасте при наличии седловидной, грибовидной форм или наличия impingement-синдрома. Операции по удалению костно-хрящевых разрастаний на сегодняшний день наиболее часто используются при помощи артроскопии, хотя по данным отечественных ортопедов, ввиду дороговизны инструментария, обнаружены описания только открытых методик.
При развитии тяжелого деформирующего коксартроза вследствие БЛКП, применяется замена тазобедренного сустава. В связи с увеличенной и деформированной ГБК, рубцовыми изменениями после предыдущих вмешательств и нарушения биомеханики сустава возможен высокий процент осложнений и последующих ревизионных операций по сравнению с первичными коксартрозами.